# Abbadia Alpina
Abbadia Alpina (La Badìa in piemontese, L'Abaia in occitano) è una frazione di Pinerolo nella città metropolitana di Torino. Sorge ad ovest di Pinerolo all'imbocco della val Chisone e della val Lemina. La frazione, a differenza del resto del comune, appartiene all'area linguistica occitana e conta circa 4 000 abitanti. Fino al 1928, quando fu aggregata a Pinerolo, costituiva un comune autonomo.

## Storia

### Medioevo: la fondazione e la fioritura del Pinerolese
La storia di Abbadia Alpina è strettamente collegata a quella dell'Abbazia di Santa Maria Assunta costruita forse nel X secolo, a sua volta costruita nel luogo dove sorgeva l'antica chiesa rurale intitolata a San Verano.
Nel 1064 la marchesa Adelaide di Susa munì l'abbazia di Santa Maria Assunta nel luogo ove oggi sorge la chiesa parrocchiale di San Verano con una donazione. Adelaide concesse con la donazione dell'8 settembre di quell'anno ai monaci benedettini neri provenienti dalla Sacra di San Michele diversi possedimenti tra i quali l'intera val Chisone e la valle Germanasca compresi i valloni laterali, l'antica abbazia di San Martino nell'isola Gallinara presso Albenga con i suoi possedimenti ingauni e di metà di Porto Maurizio (oggi Imperia), alcuni mansi in Piossasco ed altri in Rivalta, il ponte sul Po presso Carignano, possedimenti in Racconigi, Saluzzo e Mondovì. 

Inizialmente sotto la giurisdizione della diocesi di Torino, fu nel 1074 posta sotto il controllo diretto del papato da Gregorio VII. Il legame con Albenga resta forte, tanto che lo stesso Papa nella bolla del 1074 prescrive che per la consacrazione di San Maria, si ricorra, in caso di immoralità di elezione e costumi dei vescovi di Torino e di Asti, al presule albenganese oltre che in una concessione rilasciata negli anni ottanta da Adelaide di Susa e da Agnese a favore dello stesso cenobio è presente il vescovo ingauno Deodato.
Successivamente, nel 1078, Adelaide donò all'abbazia i diritti sulla città di Pinerolo, ceduta a Tommaso II di Savoia nel 1243 dall'abate Alboino, che per questo venne scomunicato dalla Santa Sede. Grazie a ciò gli abati di Abbadia potevano essere considerati fra l'XI, XII, e XIII secolo tra i signori più potenti della zona subalpina italiana occidentale.
Di tutti questi possedimenti inizialmente solo una piccola parte era coltivabile e sfruttabile economicamente, ma in breve tempo i monaci compirono opere di diboscamento e di bonifica (ad esempio costruirono il Rio Moirano, prima opera di canalizzazione delle acque nel pinerolese, già citato in un documento del 1288, in una disputa tra l'abate e gli Acaia) dirozzando le popolazioni loro soggette e facendo progredire le tecniche agricole con la costruzione di canali d'irrigazione. Gli abati che si susseguirono alla guida dell'abbazia si preoccupavano di far fiorire la vita religiosa e civile e furono esempio di governo civile.
Dopo il 1243 i Savoia tentarono di ridurre i possedimenti dell'abbazia che strenuamente cercò di resistere. Nel 1294 il conte di Savoia scese con un possente esercito da Perosa Argentina, a una quindicina di km dall'abbazia. Saputo ciò, l'abate chiese aiuto a Pinerolo e diversi cavalieri risposero al suo appello. Questi si radunarono ad Abbadia e, nonostante l'inferiorità numerica, riuscirono a sconfiggere l'esercito sabaudo pagando coll'esilio la disobbedienza al conte. Ancor oggi quella vittoria è celebrata in paese il giorno di Sant'Antonio con la cavalcata scremita. Nonostante questa bella vittoria l'abbazia, con il passare del tempo, perse diversi diritti e terreni conservando comunque una certa influenza sui territori circostanti. Nel 1406 l'abbazia acquistò dalla comunità di Porte un altro canale, ossia la bealera del Chisone, con lo scopo di utilizzarne le acque per i numerosi mulini allora presenti ad Abbadia, già in quell'epoca un fiorente borgo.

### Dal Quattrocento al Settecento
A partire dal XV secolo l'abbazia fu ridotta a commenda, cioè i redditi vennero attribuiti ad un Abate commendatario che non era un monaco. Alcuni furono vescovi, altri cardinali, altri semplici laici. In questo clima di rilassamento spirituale i monaci benedettini neri vennerono sostituiti con monaci cistercensi nel 1590, dopo che nel 1526 i monaci avevano prelevato la loro parte di reddito dall'abbazia e vivevano in case private, come quella visibile a Riaglietto (borgo abbadiese). Durante le due occupazioni francesi del territorio pinerolese i Fogliesi italiani furono sostituiti da monaci Fogliesi di Parigi. L'importanza dell'abbazia era tale che san Francesco di Sales nel 1621 tenne proprio ad Abbadia il Consiglio generale dei Fogliesi.

### XVIII secolo
Nel 1693 l'abbazia venne saccheggiata, incendiata e rasa al suolo dai francesi in ritirata ma i monaci riuscirono a salvare parte del ricco archivio abbaziale, portando carri pieni di libri nell'abbazia di Santa Maria di Staffarda, oggi nel territorio di Revello (CN). Qualche anno dopo, tornato il pinerolese sotto i Savoia, i monaci Fogliesi francesi furono sostituiti con altri della stessa congregazione provenienti da Torino ed iniziarono, per volere di Vittorio Amedeo II di Savoia, i lavori di ricostruzione dell'abbazia, la cui facciata fu disegnata dall'architetto Filippo Juvarra. La chiesa fu terminata nel 1724, dopo sedici anni di lavori, e fu inaugurata nel 1727 mentre il campanile, progettato dall'architetto Lagrangia, fu cominciato nel 1738 e fu ultimato nel 1746.
Con la creazione della diocesi di Pinerolo nel 1748, l'abbazia donò alla neonata diocesi non solo la sua giurisdizione, ma anche il titolo (Santa Maria Assunta) della chiesa Cattedrale.
In seguito all'invasione napoleonica i monaci nel 1796 dovettero dapprima consegnare tutto l'oro del monastero alla zecca di Torino e poi, nel 1802, si videro incamerare i loro beni e dovettero lasciare l'abbazia. La chiesa, destinata a fungere da magazzino, fu acquistata dal comune di Abbadia Alpina per l'educazione spirituale del popolo. L'abbazia divenne chiesa parrocchiale e il titolo di cattedrale di Santa Maria passò alla diocesi di Pinerolo, costituita nel XVIII secolo.

### Primi anni del XX secolo

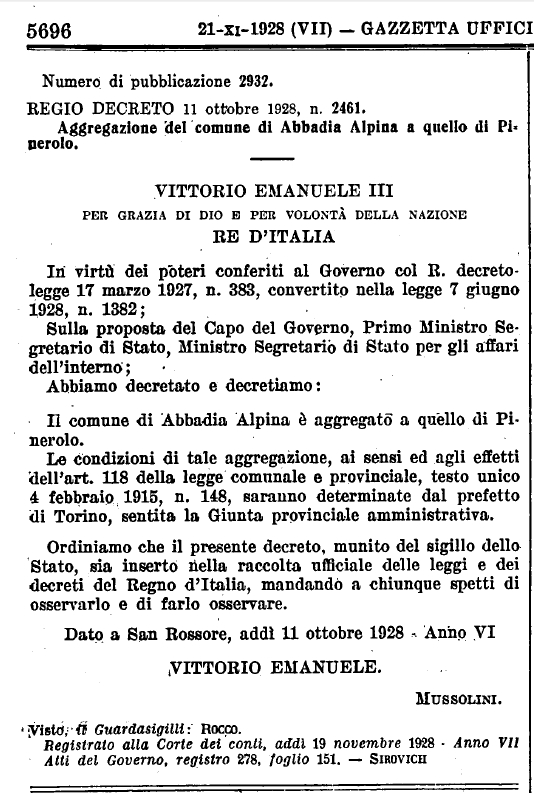
R. D. d'aggregazione d'Abbadia Alpina a Pinerolo

Nei primi anni del XX secolo giunse ad Abbadia la corrente elettrica, dapprima garantita da un piccolo impianto che sfruttava il mulino di Via Mulino Fossat (Riaglietto), poi garantita tramite l'allacciamento ad un altro generatore esterno al paese. L'elettricità era sfruttata dalla cartiera, situata nella Fiugera (tra San Martino e Riaglietto) e dalle botteghe artigiane che trattavano le pelli. La vita nel piccolo comune trascorse tranquilla fino al 1928, quando Abbadia Alpina fu unita al comune di Pinerolo e ne divenne frazione.

### Dalla Resistenza ad oggi
Dopo l'armistizio di Cassibile, i tedeschi giunsero anche a Pinerolo e ad Abbadia posero un comando che aveva sede a Palazzo Vagnone, situato a Riaglietto. Qui si recava l'allora parroco Don Falco per invocare clemenza per i prigionieri partigiani catturati dal comando. L'istituzione clericale era infatti l'unica mediatrice tra i nazifascisti e i partigiani, e sovente ottenne risultati notevoli, ottenendo che i tedeschi risparmiassero diversi prigionieri. Don Falco era instancabile e paziente nelle trattative, essendo un personaggio energico e risoluto, ancora oggi ricordato a più di 50 anni dalla morte dagli anziani del paese. Poco dopo la guerra fu demolita la cappella di Riaglietto, ricordata oggi da una croce.
Oggi Abbadia Alpina è un centro commerciale ed economico.

## Resti della chiesa abbaziale e della chiesa rurale di San Verano
Dopo la distruzione avvenuta nel 1693 e della successiva ricostruzione del 1708-1724, non rimane molto delle antiche chiese: resta visibile l'arco della volta del corridoio che univa la chiesa al monastero e la base del campanile. 

Dell'abbazia resta visibile una semicolonna adiacente la moderna facciata insieme ad un'antica lapide e ad un'acquasantiera dell'antica chiesa rurale in pietra. 

Dell'antica chiesa resta anche un portale in pietra, ritrovato intorno al 1960 dal parroco Don Granero, che dopo la costruzione dell'abbazia serviva come entrata nella chiesa per la popolazione.

## La chiesa di San Verano

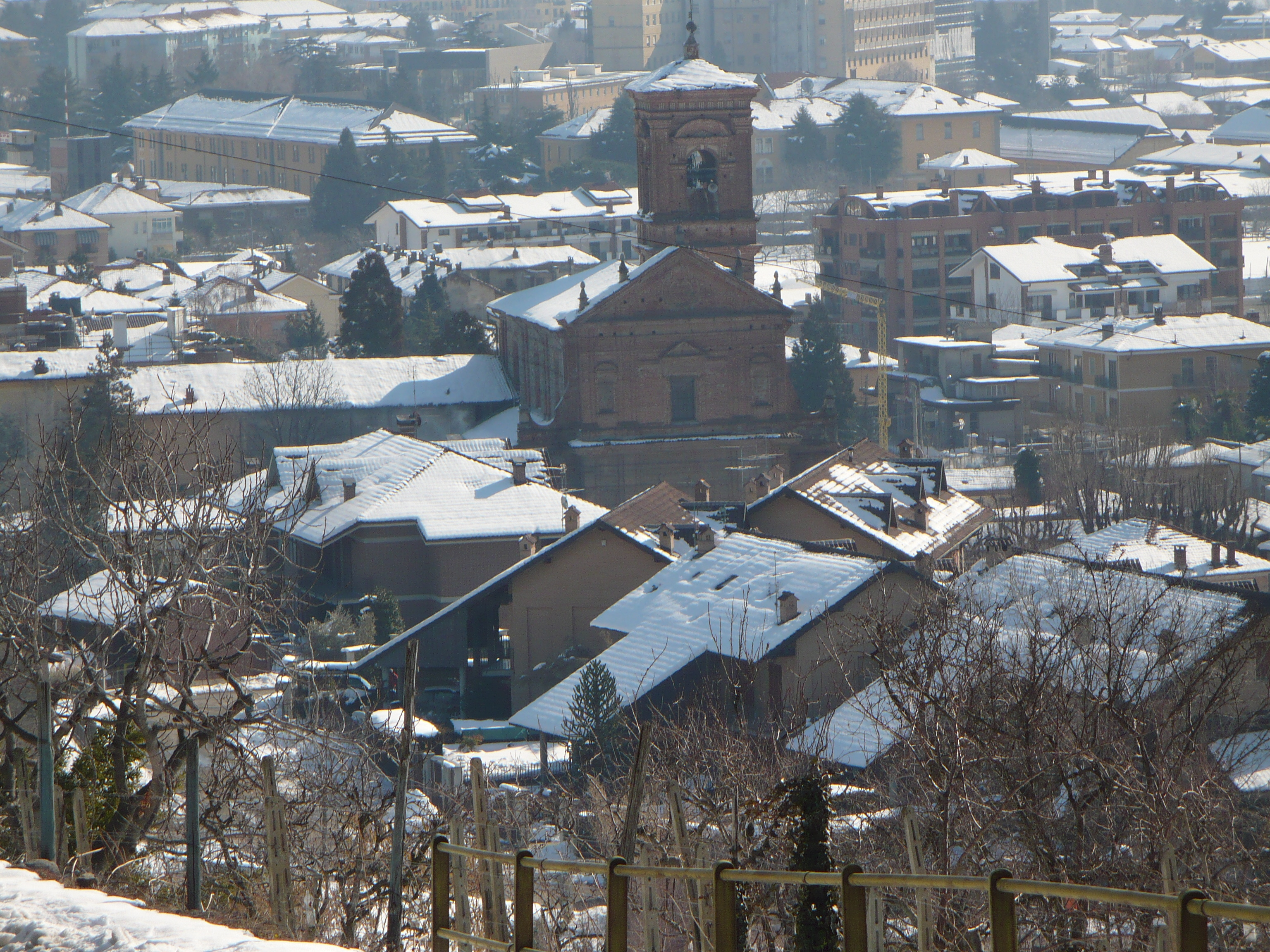
La chiesa di San Verano.

Costruita tra il 1708 e il 1724, la chiesa emerge nettamente dal paesaggio circostante per la sua mole. La costruzione è prospiciente a piazza Ploto, la piazza del paese. 
La facciata è attribuita a Filippo Juvarra; la chiesa è formata da una grande navata centrale, con 6 cappelle laterali, una delle quali contiene le spoglie di un vescovo di Casa Savoia.
L'abside è profondo una dozzina di metri e ai suoi lati si aprono la sagrestia, che era la cappella privata dei monaci, e la casa del parroco, contenente l'archivio parrocchiale. 

L'altare è di legno dorato, maestoso nelle dimensioni e nella forma, dominato dai candelabri dorati. A chiudere l'abside, lungo tutta la curva di questo, è un coro ligneo da diciannove posti del XVIII secolo, così come il pulpito situato tra la seconda e la terza cappella sulla sinistra dell'entrata. 
Sopra il portale d'entrata è un organo risalente alla fine del XVIII secolo.
La decorazione pittorica degli interni dell'edificio fu realizzata nel 1866, come indica una scritta dipinta sul soffitto.

## Abbazia di San Verano
L'abbazia di San Verano è dedicata al vescovo san Verano, un santo gallico del VI secolo.
Nel 1064, la marchesa Adelaide di Susa decise che, per bilanciare l'influenza che allora aveva l'abbazia di Cavour eretta nel 1035, promosse la fondazione di una nuova abbazia per il popolo dell'attuale Pinerolese, dove era già la chiesa di San Verano.
A reggere il nuovo monastero, la Adelaide di Susa chiamò i monaci Benedettini Neri, provenienti dalla Sacra di San Michele, chiamati così per via delle loro tuniche nere.
I monaci dell'abbazia colmarono il vuoto di potere sul territorio circostante, controllando l'ampio perimetro dalle valli del Pellice e del Chisone, fino al Colle del Sestriere, nonché un'estesa porzione di pianura lungo il corso dei due fiumi.

## La donazione di Adelaide
Qui di seguito è riportata una parte della donazione di Adelaide di Susa all'abbazia di Santa Maria, che corredò tale istituzione di un discreto potere temporale su buona parte del Pinerolese (parte tradotta, parte in latino):
«Nell'anno del Signore 1064, giorno 8 del mese di settembre.
È cosa buona e vantaggiosa che l'uomo pensi a quel che sarà, prima che venga la meritata morte e quindi disponga della sua buona volontà, per poter sfuggire ai lacci della morte eterna, e pervenire, dopo il passaggio di questa vita, ai gaudi del regno celeste. Veramente, come è scritto nelle sacre scritture, chiunque darà al Signore o ai suoi santi qualcosa dei suoi beni, riceve il centuplo in questa vita, e inoltre possederà la vita eterna. Perciò io Adelaide, per misericordia di Cristo contessa, faccio erede di alcuni miei beni l'onnipotente Iddio Creatore del cielo e della terra, al Quale tutte le cose visibili e invisibili sono sottoposte, perché mi conceda la grazia della vita eterna, non per mio merito ma per sua benigna misericordia... e per suo amore e timore offro ad una chiesa costruita nel territorio di Pinerolo e consacrata in onore della santa Vergine Maria Madre di Dio...»
« [...] cortes duae, scilicet Lagnaschi, Miradolii cum casis, capellis, vineis, campis, pratis, molendinis et omnibus suis pertinensiis in iam dicto territorio de Pinerolo. Pecia una de terra, cum casis, vineis, campis, pratis, silvis, gerbis infra se habentibus, sicut detinent cohaerentiae illius viae, quae est ad domum Alamanni usque ad Tecta Giraldingi et usque ad flumen Chisonem, et sicut currit Lemina usque ad Cerretum et usque ad cacumina montium et usque ad Portas et terras, quae sunt rectae et laboratae per homines qui habitant infra has conhaerentias et medietatem de Portis et de Turina et de Malamorte et de Villare, et Villareto, Pinoasca,Villare Mentole, Finestrella, Ugello, Balbotera, Porrera, Frassena, Pratogelada usque ad Petram Sextariam; harum autem omnium villarum medietatem, subscriptarum vero integritatem, id sund valle S. Martini, Petrosae, Poggio Odonis, Prati Molli, Villaris Aldini, Padernum, Famolasca, et eccelsiam unam constructam in monte desuper castro de Plautiascha, in honore sancti Giorgii, simul cum tribus mansibus, in eadem villa iacentibus duobus, et tertio in Rivalta, tres quoque alios mansos in dicta Plautiascha, unum ubi est sala dominicata cum capella, alium rectum et laboratum per Costantium et Costantinum de Ledenisc, tertium per Rosonem, duos etiam alios mansos in Rivalta unum cum duobus molendinis et pratis laboratum per Sabainum monachum, alium per quondam […] et vineam indominicacatam inOvorio, ubi sunt coherentiae de duabus viae, de termia parteheredes quondam Vidonis, et solarium unum, quod fuit quondam Everardi clerici, cum meditate de terris, quae videntur iacere in territorio de civitate Taurino ad locum, qui nominatur Fontana Barbexana et prato de Casteneto vetero, sive in villa Carignano mansos tres, unus fuit laboratus per Johannem villicum et Gribaudum, et Alburnum, seu Joannem filios eius, alius per Sabaudinum monachum tertium per [...], una cum portu et toloneo de mercato seu pescaria de Barbadingia, in Racconisio mansum unum, sicuti fuit rectum et laboratum per Willielmum Brocafeltrum, simul cum mea portione de illis rebus quae fuerunt iuris Sancti Silvestri, positis in eodem loco Raconisio, et Vicomalo, prope villam quae dicitur Rodolfia, et prope fluvium Varaita, nec non pro amore et timore Dei omnipotentis et pro mercede et rimedio animae meae et animarum praedictorum marchionum et barbari et filii mei offero in eadem ecclesia monasterium unum constructum infra mare, in insula, quae dicitur Gallinaria, consecratum in honore Sancti Martini, cum omnibus suis pertinentiis, et mediatatem de corte Pradarioli, et cum medietate de castro de Porto Mauritio, et mansum unum intra villam Cohedevie, rectum et laboratum per Romaldum et alium mansum in loco Garessae sicuti fuit rectum et laboratum per Odonem presbyterum et fratres eius, tertius mansus est intra villam Cevam, sicuti fuit rictus et laboratus per Joannem Ruso, cum molendinis et batenderiis, et capellam unam prope iamdictum mansum, quae est constructa in honore Sancti Andrete, cum omnibus rebus ad ipsum mansum pertinentibus, sive alium mansum in loco Carassone, sicuti fuit rictus et laboratus per Gaspertum massarium.»

## Lista dei ventotto abati claustrali che ressero l'abbazia fino al 1433
- Immenso (1064-1073) probabilmente già presente prima dell'atto di Adelaide di Susa che beneficiò grandemente l'abbazia
- Arnolfo (1073-1078) sotto il quale l'abbazia fu posta (1074) sotto il diretto controllo del papato da Gregorio VII
- Arduino (1078-1095), al quale Adelaide di Susa diede il totale controllo della corte di Pinerolo, che rimarrà sotto l'abbazia fino al 1243
- Umberto (1095-1115)
- Oddone (1115-1123)
- Dalmorro (1123-1140)
- Gerardo (1140-1170)
- Focardo (1170-1189)
- Guglielmo I (1189-1195)
- Aicardo (1195-1199)
- Pietro I (1199-1202)
- Beltramo (1202-1212)
- Giovanni di Borbone (1212-1226)
- Guglielmo d'Artengo (1226-1238)
- Gerardo II (1238-1239)
- Albuino (1239-1248), che cedette Pinerolo a Tommaso II di Savoia, e per questo fu scomunicato dalla Santa Sede.
- Ardizzone (1248-1268)
- Annone (1268-1278)
- Balangero dei Bersatori (1278-1310)
- Francesco di San Giulio (1310-1337)
- Gerardo della Balma (1337-1346)
- Andica Falcosini di Trana (1346-1375)
- Guido di Reano (1375-1381)
- Giuliano (1381-1392)
- Enrico di Piossasco (1392-1399)
- Giovanni Cacherano di Bricherasio (1399-1400)
- Luigi Ponte d'Asti (1400-1404)
- Michele Cacherano di Bricherasio (1404-1433), che comprò dalla comunità di Italia la bealera d'l Chison per i mulini di Abbadia e fu soprannominato il secondo fondatore dell'Abbazia

## Lista dei diciassette abati secolari o commendatari che ressero l'abbazia fino al 1721
- Ugone di Lusignano (1433-1442)
- Lancillotto di Lusignano (1442-1491)
- Tommaso de Sur (1491-1496)
- Urbano Bonivardo (1496-1499), che riconsacrò le chiese di San Maurizio e San Donato a Pinerolo. La sua pietra tombale si trova oggi nella chiesa parrocchiale di San Verano
- Giovanni Amedeo Bonivardo (1499-1515)
- Giovanni di Savoia (1515-1522), che si occupò con impegno dell'abbazia compiendo una lunga visita pastorale in tutte le parrocchie allora dipendenti dalla sopracitata. La sua tomba è oggi all'interno della chiesa parrocchiale di San Verano
- Pierre de la Baume (1522-1544), vescovo di Ginevra
- Giacomo di Savoia-Romont (1544-1567)
- Marcantonio Bobba (1567-1575)
- Filippo Gnostavillani (1575-1582)
- Guido Ferraro (1582-1589)
- Vincenzo Laureo (1589-1590), cardinale di Mondovì, sotto il quale i monaci Benedettini neri furono sostituiti con i Cistercensi Fogliesi dall'abito bianco
- Ruggero Tritonio (1590-1606)
- Scipione Borghese (1606-1634)
- Gianfrancesco d'Agliè (1634-1644)
- Michelangelo Broglia (1644-1677)
- Giuseppe Giacinto Broglia (1677-1721) sotto il quale nel 1693 l'abbazia fu saccheggiata dai francesi. Ciò costrinse i monaci a portare nell'abbazia di Santa Maria di Staffarda i preziosi documenti dell'archivio abbaziale scampati alle milizie francesi, che ne avevano bruciati in gran numero

## Borghi
Abbadia Alpina è suddivisa in 5 borghi:
- Santa Maria o San Verano, borgo comprendente la chiesa e il "centro storico", con l'ala, sede fino al 1928 del municipio.

- La Madonnina, borgo che si estende nella zona pianeggiante protesa verso San Secondo di Pinerolo, ossia la cosiddetta zona dei Fontanini o del Santo Sudario;

- Riaglietto o San Martino, zona occidentale di Abbadia dove un tempo c'erano diverse fabbriche e la casa del popolo oltre ad una graziosa cappella demolita per allargare via Nazionale;

- La Costera, che comprende tutta la zona collinare abbadiese, ricca di piloni e piacevoli sentieri per i boschi. Tali colline conducono al Colle di Pra Martino sul territorio di Villar Perosa e al belvedere in territorio di San Pietro Val Lemina.

- Il Bersaglio, zona compresa tra il torrente Lemina, la Costera e Santa Maria, zona dove è situato il tiro a segno nazionale.

## Festività
- festa di Sant'Antonio abate, la domenica più vicina al 17 gennaio quando, con la benedizione degli animali, viene celebrata con la cavalcata scremita la vittoria dell'abate sul conte di casa Savoia nel 1243.
- festa di San Biagio il 3 febbraio.
- festa di sant'Isidoro di Siviglia, patrono degli agricoltori il 4 aprile con la benedizione degli automezzi.
- festa di San Bernardo, intorno al 20 agosto, con rito celebrato nella cappella dell'omonimo santo; in questa festa si distribuiscono anche i Cariton, pagnottine morbide e dolci la cui esistenza è documentata dal XVIII secolo, essendo citate nel registro di San Bernardo, che documenta tale festa dal 1700 circa.
- festa della Madonnina, celebrata alla fine di agosto nell'omonima cappella.
- festa di San Francesco, celebrata a metà settembre nella sperduta località del pilone dedicato all'omonimo santo, nel corso della quale si benedicono i mezzi agricoli, pilone che si trova su un sentiero che porta a Pra Martino.
- festa di san Martino, celebrata nell'omonima cappella l'11 novembre.
- festa patronale di San Verano, celebrata nella chiesa parrocchiale la domenica più vicina all'11 novembre
- giro dei piloni, in occasione della celebrazione dell'Immacolata Concezione (8 dicembre) nel corso della quale, dopo il giro dei piloni della collina abbadiese, si celebra la messa al pilone di Santa Maria della neve.

## Infrastrutture e trasporti
Abbadia Alpina è collegata a Torino mediante autocorse SADEM da Perosa Argentina che transitano da Pinerolo, dove è possibile accedere anche ai servizi ferroviari per il capoluogo.
Fino al 1968 la località era attraversata della tranvia Pinerolo-Perosa Argentina, che svolgeva servizio passeggeri e merci.